# دولة رخوة
الدولة الرخوة (بالإنجليزية: Soft State)‏ هو مصطلح صاغهُ الاقتصادي السويدي غونار ميردل في كتابه «الدراما الآسيوية- بحث في فقر الأمم» (1968) (بالإنجليزية: Asian Drama: An Inquiry into the Poverty of Nations)‏، وذلك لوصف «عدم الانضباط» المجتمعي العام السائد في جنوب آسيا والكثير من دول العالم النامي، مقارنةً بنوع من الدولة الحديثة التي ظهرت في أوروبا.
بالنسبة لميردل، فإنّ السبب الرئيس لهذا الشكل من الدولة هو تدمير القوى الاستعمارية للعديد من المراكز التقليدية للسلطة والنفوذ المحلي والفشل في إيجاد بدائل قابلة للتطبيق. اقترن بهذا تطور موقف عصيان لأي سلطة كانت مركزية لمقاومة السياسة القومية. استمر هذا الموقف بعد الاستقلال. يُنظر إلى مثل هذه الدول الرخوة على أنها من غير المرجح أن تكون قادرة على فرض سياسات التنمية الصحيحة ولن تكون على استعداد للعمل ضد الفساد على جميع المستويات.